# Ole Bull
Pour les articles homonymes, voir Bull.
Ole Bornemann Bull, né le 5 février 1810 à Bergen et mort le 17 août 1880 à Lysøen (près de Bergen), est un violoniste et compositeur norvégien.

## Biographie

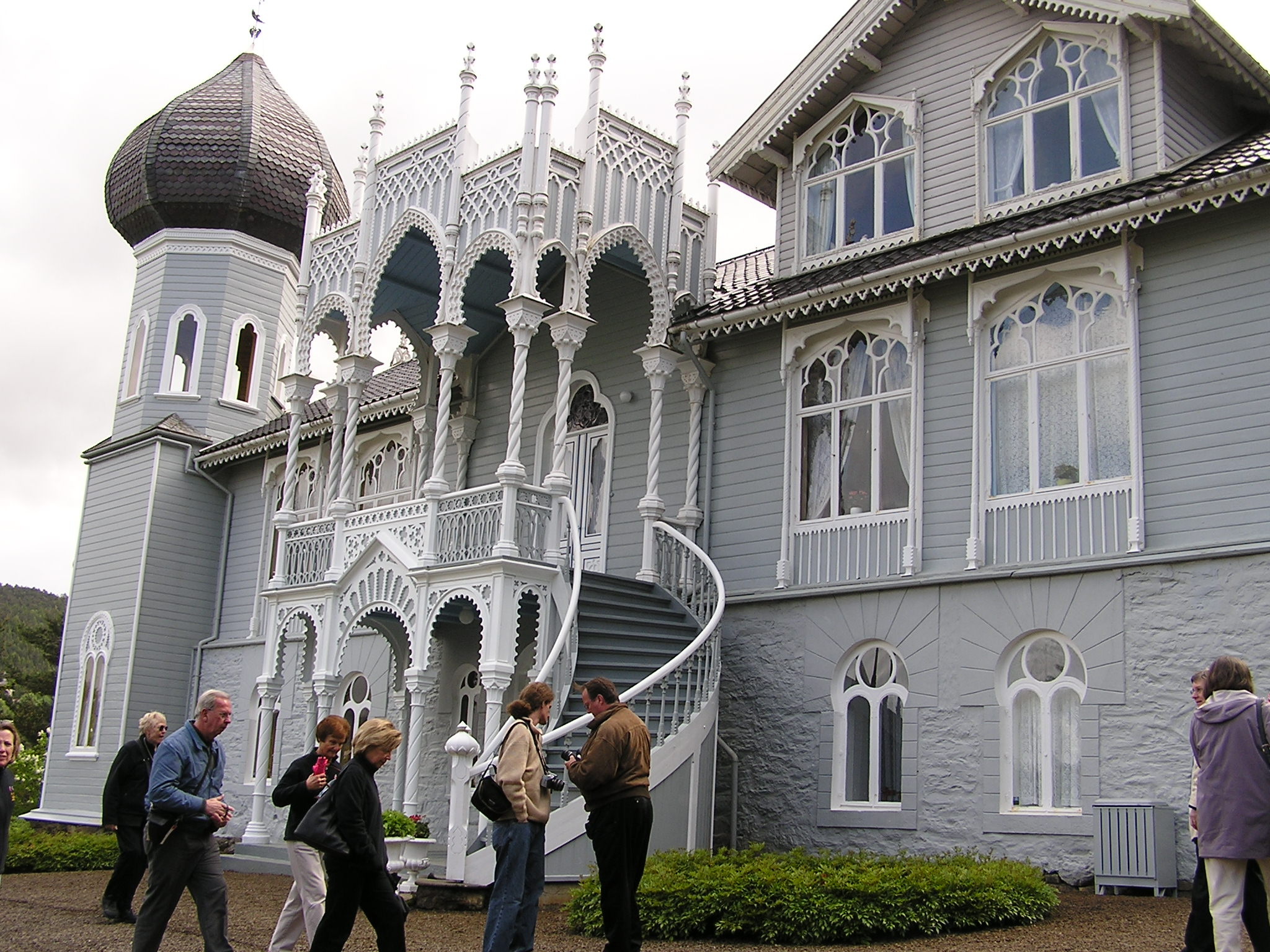
Villa d'Ole Bull sur l'île de Lysøen

### Jeunesse
Ole Bull est l'aîné des dix enfants de Johan Storm Bull (1787-1838) et Anna Dorothea Sacs Geelmuyden (1789-1875). Son frère, Georg Andreas Bull (en) est devenu un architecte norvégien connu. Il est l'oncle d'Edvard Hagerup Bull (en), juge norvégien et politicien.
Son père souhaite le voir devenir pasteur, mais Ole désire faire une carrière musicale. Ses premiers enseignants sont le Danois Johan Henrich Poulsen — premier violon de la société de musique «Harmonien» —, puis le Suédois Mathias Lindholm. Le premier lui apporte la technique allemande, l'autre la technique française. À l'âge de quatre ou cinq ans, il est capable de jouer au violon toutes les chansons qu'il a entendues chantées par sa mère. À neuf ans, il joue premier violon dans l'orchestre du théâtre de Bergen, puis soliste avec l'Orchestre philharmonique de Bergen. À dix-huit ans, il est envoyé à l'université de Christiania pour étudier la théologie, mais ne réussit pas les examens. Il entre au Det musicalske Lyceum, une société musicale, et lorsque son directeur Waldemar Thrane tombe malade, Bull en devient directeur, ainsi que de l'Orchestre du Théâtre en 1828. Il devient ami avec Henrik Wergeland, qui a écrit plus tard une biographie de Bull.

### Carrière

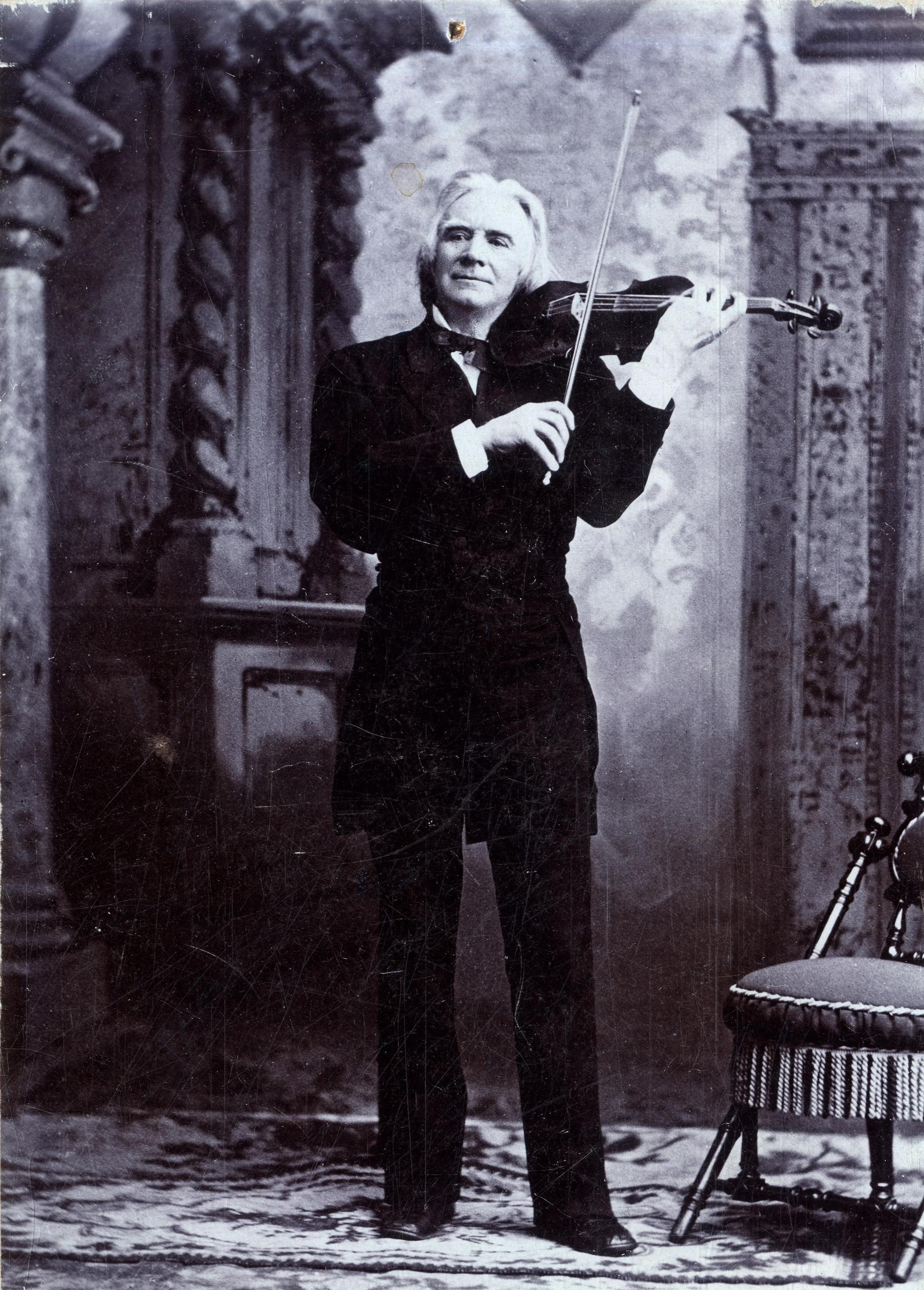
Ole Bull en train de jouer.

Après avoir vécu pendant un certain temps en Allemagne, où il a essayé d'étudier le droit, il est allé à Paris. En 1832 à Paris, il a partagé sa chambre avec le violoniste virtuose morave Heinrich Wilhelm Ernst. Il a finalement réussi à devenir un virtuose de haut niveau, participant à des milliers de concerts. En Angleterre, rien qu'en 1837, il en a donné 274. Bull est devenu très célèbre et a fait une immense fortune. 
On pense qu'il a composé plus de 70 œuvres, mais seulement environ 10 sont connues aujourd'hui. La plus connue est Sæterjentens søndag. Il était également un luthier habile, après avoir suivi une formation à Paris auprès de Jean-Baptiste Vuillaume. Il a collectionné beaucoup de beaux violons et altos. Il était le propriétaire de l'un des plus beaux violons du monde, fait par Gasparo da Salò environ en 1574 pour Ferdinand II, archiduc d'Autriche. Il a joué un Guarnerius del Gesù. Ce violon, cadeau de son épouse pour l'anniversaire de Bull, est maintenant au Bergen Vestlandske Kustindustrimuseum. 
Bull a été pris dans la marée montante du nationalisme romantique norvégien, et a soutenu l'idée d'une Norvège État souverain, distinct de la Suède, ce qui est devenu une réalité en 1905. En 1850, il cofonde le premier théâtre dans lequel les acteurs parlaient norvégien plutôt que danois, à savoir Det norske Theater à Bergen, qui est devenu plus tard Den Nationale Scene (« la Scène nationale »). En 1851, il propose à Henrik Ibsen, alors inconnu, d'en devenir le directeur artistique.
Dans l'été 1858, Bull rencontre Edvard Grieg âgé de 15 ans. Bull était un ami de la famille Grieg, puisque son frère a été marié à la sœur de la mère de Grieg. Bull a remarqué le talent de Edvard et a persuadé ses parents de l'envoyer développer ses talents au Conservatoire de Leipzig.
Robert Schumann a écrit que Bull a été parmi « le plus grand de tous », et qu'il était à la hauteur de Niccolò Paganini pour la rapidité et la clarté de son jeu. Bull était aussi un ami de Franz Liszt et a joué avec lui à plusieurs reprises.
La carrière d'Ole Bull l'emmena aussi aux États-Unis où il essaya en 1853 de créer une colonie en Pennsylvanie, New Norway, pour les fermiers norvégiens immigrant en Amérique. Ce fut un échec parce que le terrain choisi se prêtait mal à l'agriculture. Le nom de cette société était « Oleanna » formé de son prénom et de celui de sa mère.
Après la mort de sa femme, il s'est remarié avec une Américaine et s'est fait construire une villa quelque peu extravagante aujourd'hui transformée en musée, sur l'île de Lysøen dans un fjord.
Un indice de sa renommée a été la procession funéraire qu'on lui a faite, probablement la plus spectaculaire de toute l'histoire norvégienne. La barque qui transportait ses restes était guidée par quinze embarcations à vapeur et des centaines d'embarcations plus petites.

## Liste des œuvres
- 1832 Fantaisie et variations de bravoure sur un thème de Bellini, op. 3 (Schuberth 1847)
- 1833 Norges fjelde = Souvenirs de Norvège
- 1833 Barcarolle, sang og klaver
- 1834 Concerto pour violon no 1 en la majeur, op. 4(1864)
- 1834 Kvartett, fiolin, sol majeur (Quartet for Solo Violin)
- 1835 Polacca Guerriera (rev. 1864)
- 1837 Scotch Fantasie - Homage til Edinburgh
- 1838 The Mothers Prayer, En moders bøn. Adagio religioso, op. 1
- 1841 Concerto Fantastico in tre parti (Concerto pour violon en mi mineur)
- 1841 En fjern hilsen = Grüss aus der Ferne
- 1842 Nocturne pour violon et orchestre, op. 2 (Schuberth 1906)
- 1842 Vilspel i Lio (pour violon et orchestre)
- 1843 Siciliano e Tarantella
- 1844 El Agiaco Cubano = Kubansk Potpurri (pour violon et orchestre) aussi pour piano solo
- 1844 Erinnerung an Havanna (Minner fra Havanna = Recuerdos de Habana)
- 1844 Niagara Fantasia Pastorale (pour violon et orchestre)
- 1844 In memory of Washington = Washingtons Minde= Grand march to the memory of Washington
- 1845 Bellone Polonaise
- 1848 Halling til Studenternes Selskab den 10 de December 1848
- 1848 Halling Springdans
- 1849 Et Sæterbesøg (A Mountain Vision)
- 1849 Sætergjentens søndag (The Herd girls Sunday)
- 1849 Fjeldstuen, scenemusikk
- 1851 Kunstens Magt
- 1856 Fantasi over amerikanske melodier. Arkansas the way it wouldn't do
- 1863 I ensomme stunde (In Moments of Solitude)
- 1872 Vision pour violon et piano